# Lê Quả Dục
Lê Quả Dục (1833-1899), tự là Toàn Thanh, hiệu là Dưỡng Chính Trai; là một nhà giáo, nhà thơ và là một viên quan nhà Nguyễn theo đường lối kháng Pháp ở cuối thế kỷ 19 trong lịch sử Việt Nam.

## Tiểu sử sơ lược
Lê Quả Dục sinh trưởng tại xã Hoành Nha, huyện Giao Thủy, tỉnh Nam Định (nay thuộc xã Giao Tiến, huyện Xuân Thủy, tỉnh Nam Định).
Ông mồ côi cha từ nhỏ, gia đình nghèo. Nhưng nhờ tư chất thông minh và siêng năng, năm Tự Đức thứ 20, ông thi đỗ cử nhân khoa Đinh Mão (1867).
Vì bận phụng dưỡng mẹ già, ông không ra làm quan, mà ở nhà mở trường dạy học.
Mãi đến năm 1883, khi mẹ đã qua đời, ông mới đi làm Huấn đạo huyện Ý Yên, rồi Tri huyện Phong Doanh (đều thuộc tỉnh Nam Định).
Năm 1886, ông được thăng làm Tri phủ Nho Quan (Ninh Bình), nhưng ngay năm sau ông xin cáo quan về quê để tiếp tục nghề dạy học.
Lê Quả Dục có tham gia việc mộ nghĩa chống Pháp cùng với Phạm Văn Nghị, và có liên hệ với nhiều sĩ phu yêu nước như Đỗ Huy Liêu, Vũ Hữu Lợi, Trần Văn Gia...
Ông mất năm 1899, thọ 66 tuổi.

## Tác phẩm
Tác phẩm của Lê Quả Dục có Lê Toàn Thanh thi văn tập, gồm 80 bài thơ chữ Hán, một số bài văn Nôm và câu đối.
Năm 1981, trong bộ Văn học yêu nước & cách mạng Hà Nam Ninh có trích ra giới thiệu 6 bài thơ của ông. Sau đây là một bài tiêu biểu ở trong số đó:
| Phiên âm Hán-Việt: Ất Dậu niên, vãng Hà Nội cảm tác Trấp ngũ niên lai thử nhất lâm, Cựu du vô xứ phục tương tầm. Xa trần, mã tích huyên thiên địa, Hồ sắc, sơn quang biến cổ câm (kim). Thức mục Tân Đình tiềm trụy lệ, Hồi đầu cố quốc ám thương tâm. Tà dương lữ quán nhân cô tửu, Tào tạp nhân trung độc tự châm. (Lê Toàn Thanh thi văn tập) | Dịch nghĩa: Năm Ất Dậu (1885), đến Hà Nội, cảm tác Đã hai mươi lăm năm rồi mới tới đây Các nơi đến chơi trước không còn chỗ nào thăm lại được. Chỉ thấy bụi xe, vết ngựa, mù trời, dậy đất, Sắc hồ bóng núi nay đã khác hẳn xưa. Ngước mắt nơi Tân Đình mà thầm gạt lệ, Ngẩng nhìn nước cũ, luống những đau lòng. Chiều tà nơi quán trọ ngồi uống rượu, Một mình nâng chén giữa đám người đông ồn ào. |

## Sách tham khảo
- Nhiều người soạn (Nguyễn Văn Huyên chủ biên), Văn học yêu nước & cách mạng Hà Nam Ninh (tập 1). Nhà xuất bản Khoa học Xã hội, 1981.